# Libra (álbum de Libra)
Libra es el primer disco de estudio de la banda de rock chilena Libra, lanzado en agosto de 2004 a través de Bolchevique Records.
De este disco se lanzaron los sencillos: “Un Día Más” y “Llévame”, que tuvieron una gran rotación en los canales de música Via X y MTV Latino.
“Llévame” fue considerado un hit radial, rotando constantemente en Radio Rock&Pop.

## Lista de canciones
Todas las canciones por César Ascencio y Jaime Fernández

| N.º | Título               | Duración |  |
| 1.  | «Lo Que Queda»       | 4:04     |  |
| 2.  | «Traspasando El Sol» | 4:58     |  |
| 3.  | «Llévame»            | 3:19     |  |
| 4.  | «20 Days»            | 4:09     |  |
| 5.  | «Piensa En Ti»       | 4:13     |  |
| 6.  | «Un Día Más»         | 3:19     |  |
| 7.  | «Juntos»             | 4:38     |  |
| 8.  | «Marcha Atrás»       | 2:52     |  |
| 9.  | «Puedo Ser»          | 3:42     |  |
| 10. | «Sobrevolando»       | 3:06     |  |
| 11. | «Ela»                | 4:39     |  |
| 12. | «Sigo Aquí»          | 3:43     |  |
| 13. | «Drive Away»         | 3:33     |  |

## Personal
- Jaime Fernández  – Voz
- César Ascencio  –  Guitarra, Programaciones y Sintetizador
- Luis Lemus  –  Bajo
- Pablo González  –  Teclados y Guitarras Adicionales
- Christian Ahués  –  Batería

## Músicos invitados
- Carolina Fernández  –  Voces adicionales en “Un Día Más” y “20 Days”
- Rigo  (Tronic)  –  Voz adicional en “Puedo Ser”
- Michel Maluje  –  Piano en “Juntos”

## Producción
- Producido, Grabado y Mezclado por: César Ascencio
- Ingeniero Adicional: Pablo González
- Asistente de Grabación: Santiago Abelleira
- Masterizado en Estudios Bolchevique, Santiago, Chile, por: Pablo González y César Ascencio
- Dirección de Arte y Diseño de Carátula: Jimmy Fernández y César Ascencio
- Fotografías: Renato Srepel
- Fotografía de Banda: Toña Jeria
- Desarrollo de Multimedia: Guayi / César / Jimmy

- Datos: Q5974861